# Peter Lutz (Rechtsanwalt)
Peter Lutz (* 1956) ist ein deutscher Rechtsanwalt.

## Leben
Nach dem Studium (Rechtswissenschaften und Betriebswirtschaftslehre) an der Ludwig-Maximilians-Universität München, an der FU Berlin und an der Faculté International de Droit Comparé der Universität Straßburg wurde er Rechtsanwalt (1983). Nach der Promotion zum Dr. iur. (Die Sorgfaltspflichten des Gläubigers gegenüber dem Bürgen, dargestellt anhand der Aufklärungspflichten 1984) wurde er vereidigter Buchprüfer. Seit 2007 ist er Fachanwalt für Urheber- und Medienrecht sowie Honorarprofessor für Buchwissenschaft unter besonderer Berücksichtigung des Urheber- und Verlagsrechts an der Friedrich-Alexander-Universität Erlangen-Nürnberg. 
Seine Tätigkeitsschwerpunkte sind Urheber- und Verlagsrecht, Presse- und Multimediarecht, gewerblicher Rechtsschutz.

## Schriften (Auswahl)
- Verträge für Multimediaproduktion. Weinheim 1996, ISBN 3-527-28737-X.
- Produktpiraterie. Effektive Maßnahmen gegen Plagiate, Ideenklau und Nachahmungen. Regensburg 2017, ISBN 3-8029-4211-6.
- mit Rolf Sander und Maximilian Rudolf Greger: Geistiges Eigentum. Urheber-, Marken-, Design- und Patentrecht verstehen und anwenden. Regensburg 2017, ISBN 3-8029-4210-8.
- Grundriss des Urheberrechts. Heidelberg 2018, ISBN 3-8114-4669-X.